# Nebengruppe
In der Chemie bezeichnet man als Nebengruppen diejenigen Gruppen des Periodensystems der chemischen Elemente, die zum d- und f-Block gehören. Das Periodensystem enthält acht Haupt- und zehn Nebengruppen. Alle Nebengruppenelemente sind Metalle (Übergangsmetalle).
Nebengruppen des Periodensystems sind:
- Gruppe 03: Scandiumgruppe, 3. Nebengruppe
- Gruppe 04: Titangruppe, 4. Nebengruppe
- Gruppe 05: Vanadiumgruppe, 5. Nebengruppe
- Gruppe 06: Chromgruppe, 6. Nebengruppe
- Gruppe 07: Mangangruppe, 7. Nebengruppe
- Gruppe 08: Eisengruppe, zusammen mit Cobalt- und Nickelgruppe 8. Nebengruppe
- Gruppe 09: Cobaltgruppe, zusammen mit Eisen- und Nickelgruppe 8. Nebengruppe, aber auch als 9. Nebengruppe bezeichnet
- Gruppe 10: Nickelgruppe, zusammen mit Eisen- und Cobaltgruppe 8. Nebengruppe, aber auch als 10. Nebengruppe bezeichnet
- Gruppe 11: Kupfergruppe, 1. Nebengruppe
- Gruppe 12: Zinkgruppe, 2. Nebengruppe

In der Praxis werden auch die Lanthanoide und Actinoide zu den Nebengruppenelementen gezählt und als „innere Übergangsmetalle“ bezeichnet – im Gegensatz zu den d-Block-Elementen, die „äußere Übergangsmetalle“ genannt werden.
Die chemischen Eigenschaften der Elemente hängen vor allem von den Außenelektronen ab. Da die Nebengruppenelemente ein oder zwei Außenelektronen besitzen und die Unterschiede in der nächstinneren Schale liegen, sind sich Elemente verschiedener Nebengruppen chemisch ähnlicher als Elemente verschiedener Hauptgruppen.